# Libor Janáček
Libor Janáček (23 luglio 1969) è un ex calciatore ceco, di ruolo difensore.
È il recordman di presenze nei campionati professionisti della Repubblica Ceca con 278 presenze.